# Кози камък (Ковачевица)
Кози камен е скален култов комплекс, разположен на 14 km североизточно от село Ковачевица, на надморска височина 1339 метра и заемащ площ от 300 квадратни метра.

## Описание, особености и интерпретации
Скалното светилище Кози камък е разположено в югозападното подножие на връх Беслет (Западни Родопи). Високата около 30 m скала е сакрализирана, а достъпът до върха ѝ е осигурен от тясна и стръмна изсечена в скалата, виеща се към върха пътека. По време на Експедицията „Тракийски светилища от Западните Родопи, Рила и Пирин“ между 2001 и 2007 г. организирана от ЮЗУ „Неофит Рилски“, Благоевград, НАИМ при БАН и Регионален етнографски музей Пловдив проф. Васил Марков, доц. Алексей Гоцев и Ангел Янков описват и предлагат нови тълкувания за трите своеобразни „врати“, които ако се съди (според тях) по страничните правоъгълни изсичания ограничавали достъпът на поклонниците в най-високата част на светилището в древността.
Предполага се, че централната част на култовото място се намира върху най-високата и заравнена площадка, където е изсечен огромен скален котел, преграждан от южната страна с изкуствена дървена стена. От „котела“, „изтича“ голям улей, който след изпускането на течността я отвеждал по южната стена на сакрализираната скала. От северната страна на скалната площадка са разположени множество групи кръгли скални вкопавания, които според някои археоастрономи са своеобразни звездни карти на съзвездията Касиопея и Цефей.
На този етап проучванията проведени на обекта са теренни, а изказаните мнения са главно интерпретации.

## Археоастрономическо проучване
Според покойния археолог Николай Дерменджиев върху основната площадка на която са разпръснати, без видима закономерност, около 300 цилиндрични дупки с различни диаметри извежда на преден план алюзията за „звездно небе“, но според него "едно кратко статистическо изследване на тези дупки показва, че функцията на тяхното разпределение, по диаметри, съответства на функцията на разпределението на светимостта на звездите от северното звездно небе, до трета звездна величина. Този аргумент според Дерменджиев, няма голяма стойност, тъй като:
- разпределението на звездите в небето е идеален случай на случайно статистико-вероятностно разпределение в природата
- издълбаните дупки са малко над 300, почти колкото са добре видимите звезди в северното звездно небе.

Следователно, ако това са били изображения на реални „съзвездия“, би трябвало да се установят многобройни пълни съвпадения на конфигурации (т.е. съзвездия) и диаметри (т.е. „светимости“ на звезди), което не се регистрира на обекта.
Ето защо най-вероятното предназначение на тези издълбавания е било да вместват огън, с който е била осветявана стръмната и опасна скала, по време на нощните ритуали, характерни за култа на Дионис. Тези дупки са имали значението на „звездно небе“ само символично, т.е. като алюзия.

## Свързаност с други археологически обекти
В западното и югозападно подножие на най-високия връх на хребета Дъбраш – Беслет, са съсредоточени четири значими скални светилища – Кара таш, Али алан, Селанов бук, Кара кая и Кози камък. Мегалитното светилище Селанов бук се намира в непосредствена близост до тракийско и късноантично селище в м. Старото водно стопанство, в поречието на р. Вищерица. Сакрализирана е естествена скална с формата на „гъба“, която от долната страна е маркирана с кръгли, елипсовидни и правоъгълни ниши, които наподобяват на пита от пчелен кошер. На североизток нишата е пробита и преминава в скална арка, над която отгоре се „излива“ широк канал, изтичащ от голям скален котел. Котелът е изсечен отгоре на върха на скалната гъба. Култовите площадки в съседство са осеяни с множество вкопавания – жертвеници. Те имат кръгла, елипсовидна или сложно-съставна форма. Имайки предвид символиката на пчелата и пчелния кошер, най-общо този забележителен по своята стойност мегалитен паметник мое да се свърже с Великата богиня – майка.
Голямото съсредоточване на значими скални светилища в западното и югозападно подножие на връх Беслет, към които проф. Марков причислява и това от Каялийските скали, подкрепя първоначалната ни хипотеза на екипа му, че този топоним може да се свърже с етнонима на тракийското племе Беси, а върхът да се мисли като символ на Kосмическата планина.

## Опазване и консервация
През 1976 г. местността е вписана в държавните регистри като „Природна забележителност“ и е под закрила на закона за опазване. Светилището е обект на множество иманярски набези. На място се наблюдават следи от взривени скални блокове и дълбоки трапове.

## Пътеводител
От с.Ковачевица може да се стигне с автомобил до местността „Беслет“. Подминава се обширна поляна и се стига до разклон на пътя. Тук могат да се видят две табели, оказващи посоката към връх Беслет и светилището „Козия камък“. Поема се по пътя вляво, който води до стопански сгради. (Автомобилът може да се остави в района на стопанските сгради.) Разстоянието от селото до стопанските сгради е около 13.5 км. За светилището трябва да се продължи пеша по широка пътека маркиран вляво. На това място човек може да се обърка, тъй като от черния път/пътека се вижда голяма скала право нагоре. Задължително е да се държи посока вляво по пътя. Следва изкачване, което трае около 30 мин. като се върви през гората. Когато се стигне до основата на скалата, трябва да се заобиколи по пътека вляво. Тя извежда до изсечените преди хилядолетия в скалата стъпала, които извеждат на върха на скалата.